# 灰带文鸟
灰带文鸟（学名：Lonchura vana），是梅花雀科文鸟属的一种，为印度尼西亚的特有种。全球活动范围约为29平方千米。该物种的保护状况被评为易危。
灰带文鸟的栖息于亚热带或热带的高海拔草原。